# Martín Cáceres
José Martín Cáceres Silva (sinh ngày 7 tháng 4 năm 1987 tại Montevideo) là cầu thủ bóng đá chuyên nghiệp người Uruguay, hiện đang thi đấu tại câu lạc bộ LA Galaxy và đội tuyển bóng đá quốc gia Uruguay . Anh chơi ở vị trí trung vệ nhưng cũng có thể chơi tốt ở cả hai cánh, nhất là ở vị trí hậu vệ cánh phải.
Sự nghiệp của anh bắt đầu từ câu lạc bộ Defensor sau đó được Villarrea mua vào năm 2007. Trong khoảng thời gian tiếp theo, anh thi đấu tại các giải vô địch Tây Ban Nha và Ý. Đáng chú ý nhất trong số đó là năm danh hiệu Serie A cùng với Juventus và một lần đăng quang UEFA Champions League 2009 cùng Barcelona. Sau đó anh có khoảng thời gian ngắn thi đấu cho Southampton trước khi trở lại Ý vào năm 2017, mặc dù tài năng của anh đã bị hạn chế bởi chấn thương.
Anh có trận thi đấu quốc tế cho đội tuyển quốc gia Urugoay khi mới chỉ 20 tuổi. Anh cùng đội bóng quê nhà tham dự ba kỳ World Cup (2010, 2014, 2018), Cúp Liên đoàn các châu lục 2013 và đặc biệt là Cúp bóng đá Nam Mỹ 2011, giải đấu mà anh cùng với đội tuyển đã vô địch.

## Sự nghiệp câu lạc bộ

### Những năm đầu
Sinh ra ở Montevideo, sự nghiệp của anh bắt đầu tại câu lạc bộ quê nhà Defensor. Đầu tháng 2 năm 2007, anh ký hợp đồng với câu lạc bộ Villarreal của Tây Ban Nha, với thỏa thuận chuyển đến câu lạc bộ thi đấu vào đầu tháng 7.
Khi đến Villarreal, anh được đem đi cho mượn tại câu lạc bộ Recreativo de Huelva lúc đó cũng đang thi đấu tại La Liga, và là một trong những cầu thủ thường xuyên được ra sân nhất trong mùa giải. Anh cùng với Beto là cặp đôi trung tâm hàng phòng ngự của đội bóng xứ Andalusia. Kết thúc mùa giải, đội bóng của anh đã giành vị trí thứ 16. Ngày 9 tháng 1 năm 2008, anh có bàn thắng đầu tiên cho câu lạc bộ tại Cúp Nhà vua Tây Ban Nha.

### Barcelona
Cáceres gia nhập Barcelona vào ngày 4 tháng 6 năm 2008, với khoản phí chuyển nhượng được báo cáo là 16,5 triệu euro trả cho Villarreal. Một điều khoản mua lại trị giá 50 triệu Euro đã được cài trong bản hợp đồng kéo dài đến tháng 6 năm 2012 này. Trong mùa giải duy nhất của anh tại Nou Camp, anh xuất hiện không thường xuyên bởi cả từ cả quyết định kỹ thuật và chấn thương.
Ngay sau khi hồi phục chấn thương, Cáceres cũng chỉ là lựa chọn thứ tư sau Rafael Márquez, Gerard Piqué và Carles Puyol. Anh có mặt trong ba trận đấu tại vòng loại lượt về UEFA Champions League thi đấu 217 phút. Tại trận chung kết, anh đăng ký trên băng ghế dự bị nhưng không được ra sân nhưng Barcelona đã giành chiến thắng trước Manchester United để giành cú ăn ba.

### Cho Juventus mượn
Vào ngày 6 tháng 8 năm 2009, Barcelona đã cho Juventus mượn Cáceres, kèm theo điều khoản mua đứt vào cuối mùa giải với giá 11 triệu euro, cộng thêm 1 triệu euro tùy vào thành tích. Anh ra mắt trong trận giao hữu trước mùa giải với đội bóng cũ Villarreal vào ngày hôm sau, thay thế Jonathan Zebina ở vị trí hậu vệ phải ngay khi kết thúc hiệp một.
Mùa giải bắt đầu rất thuận lợi cho Cáceres khi anh có trận ra mắt và ghi bàn mở tỷ số trong chiến thắng 2 - 0 trên sân khách trước Lazio. Dưới thời huấn luyện viên Ciro Ferrara, anh thường xuyên được ra sân nhưng bị gián đoạn bởi một số chấn thương, bao gồm cả chấn thương vào tháng 1 năm 2010 khiến anh không thể thi đấu trong vài tháng.

### Sevilla
Vào ngày 30 tháng 8 năm 2010, Cáceres trở lại Tây Ban Nha và tiếp tục được cho Sevilla mượn trong một mùa, với một điều khoản có thể mua đứt. Anh sau đó là sự lựa chọn của huấn luyện viên Gregorio Manzano, nhất là sau sự Abdoulay Konko trở lại Genoa vào tháng 1 năm 2011.
Vào ngày 1 tháng 5 năm 2011, anh bị chấn thương nặng sau va chạm với Michael Jakobsen của UD Almería khiến thận bị tổn thương. Cầu thủ người Đan Mạch đã phải nhận một thẻ đỏ trực tiếp nhưng Cáceres chẩn đoán sẽ phải nghỉ thi đấu cho đến cuối mùa giải, nhưng mọi việc tiến triển thuận lợi và trong hai trận đấu cuối mùa giải, anh đã thi đấu trở lại. Sevilla kết thúc ở vị trí thứ năm và đủ điều kiện tham dự UEFA Europa League vào mùa giải năm sau.
Vào ngày 31 tháng 5 năm 2011, Sevilla đã đồng ý một hợp đồng trị giá 3 triệu Euro cộng với 1,5 triệu euro tùy thành tích với Barcelona về việc mua đứt Cáceres về với sân vận động Ramón Sánchez Pizjuán. Tuy nhiên vào cuối tháng 1 năm 2012, anh đã trở lại Juventus theo dạng cho mượn.

## Thành tích
Tính đến 20 tháng 4 năm 2021
| Câu lạc bộ          | Mùa giải            | Giải đấu      | Giải đấu     | Cúp quốc gia1 | Cúp quốc gia1 | Châu lục2     | Châu lục2    | Khác3         | Khác3        | Tổng cộng     | Tổng cộng    |
| Câu lạc bộ          | Mùa giải            | Số lần ra sân | Số bàn thắng | Số lần ra sân | Số bàn thắng  | Số lần ra sân | Số bàn thắng | Số lần ra sân | Số bàn thắng | Số lần ra sân | Số bàn thắng |
| ------------------- | ------------------- | ------------- | ------------ | ------------- | ------------- | ------------- | ------------ | ------------- | ------------ | ------------- | ------------ |
| Defensor            | 2005–06             | 2             | 0            | 0             | 0             | 0             | 0            | –             | –            | 2             | 0            |
| Defensor            | 2006–07             | 24            | 4            | 0             | 0             | 0             | 0            | –             | –            | 24            | 4            |
| Defensor            | Tổng cộng           | 26            | 4            | 0             | 0             | 0             | 0            | –             | –            | 26            | 4            |
| Recreativo          | 2007–08             | 34            | 2            | 2             | 1             | –             | –            | –             | –            | 36            | 3            |
| Barcelona           | 2008–09             | 13            | 0            | 7             | 0             | 3             | 0            | –             | –            | 23            | 0            |
| Juventus            | 2009–10             | 15            | 1            | 1             | 0             | 5             | 0            | –             | –            | 21            | 1            |
| Sevilla             | 2010–11             | 25            | 1            | 5             | 0             | 7             | 0            | –             | –            | 37            | 1            |
| Sevilla             | 2011–12             | 14            | 1            | 4             | 0             | 0             | 0            | –             | –            | 18            | 1            |
| Sevilla             | Tổng cộng           | 39            | 2            | 9             | 0             | 7             | 0            | –             | –            | 55            | 2            |
| Juventus            | 2011–12             | 11            | 1            | 3             | 2             | –             | –            | –             | –            | 14            | 3            |
| Juventus            | 2012–13             | 18            | 1            | 2             | 0             | 2             | 0            | 0             | 0            | 22            | 1            |
| Juventus            | 2013–14             | 17            | 0            | 1             | 1             | 11            | 0            | 1             | 0            | 30            | 1            |
| Juventus            | 2014–15             | 10            | 1            | 2             | 0             | 2             | 0            | 0             | 0            | 14            | 1            |
| Juventus            | 2015–16             | 6             | 0            | 2             | 0             | 0             | 0            | 1             | 0            | 9             | 0            |
| Juventus            | Tổng cộng           | 62            | 3            | 10            | 3             | 15            | 0            | 2             | 0            | 89            | 6            |
| Southampton         | 2016–17             | 1             | 0            | 0             | 0             | 0             | 0            | 0             | 0            | 1             | 0            |
| Verona              | 2017–18             | 14            | 3            | 1             | 0             | –             | –            | –             | –            | 15            | 3            |
| Lazio               | 2017–18             | 6             | 1            | 2             | 0             | 2             | 0            | –             | –            | 10            | 1            |
| Lazio               | 2018–19             | 4             | 0            | 0             | 0             | 4             | 0            | –             | –            | 8             | 0            |
| Lazio               | Tổng cộng           | 10            | 1            | 2             | 0             | 6             | 0            | –             | –            | 18            | 1            |
| Juventus (mượn)     | 2018–19             | 9             | 0            | 0             | 0             | 0             | 0            | –             | –            | 9             | 0            |
| Fiorentina          | 2019–20             | 27            | 1            | 3             | 1             | –             | –            | –             | –            | 30            | 2            |
| Fiorentina          | 2020–21             | 23            | 2            | 2             | 0             | –             | –            | –             | –            | 25            | 2            |
| Fiorentina          | Tổng cộng           | 50            | 3            | 5             | 1             | 0             | 0            | 0             | 0            | 55            | 4            |
| Tổng cộng sự nghiệp | Tổng cộng sự nghiệp | 273           | 19           | 37            | 5             | 36            | 0            | 2             | 0            | 348           | 24           |

1Bao gồm Liguilla Pre-Libertadores, Copa del Rey và Coppa Italia.
2Bao gồm Copa Libertadores, UEFA Cup, UEFA Europa League và UEFA Champions League.
3Bao gồm Supercoppa Italiana.

### Bàn thắng quốc tế
| #  | Ngày                 | Địa điểm                                           | Đối thủ | Bàn thắng | Kết quả | Giải đấu                 |
| -- | -------------------- | -------------------------------------------------- | ------- | --------- | ------- | ------------------------ |
| 1. | 23 tháng 6 năm 2011  | Sân vận động Atilio Paiva Olivera, Rivera, Uruguay | Estonia | 1–0       | 3–0     | Giao hữu                 |
| 2. | 8 tháng 10 năm 2015  | Sân vận động Hernando Siles, La Paz, Bolivia       | Bolivia | 1–0       | 2–0     | Vòng loại World Cup 2018 |
| 3. | 17 tháng 11 năm 2015 | Sân vận động Centenario, Montevideo, Uruguay       | Chile   | 3–0       | 3–0     | Vòng loại World Cup 2018 |
| 4. | 10 tháng 10 năm 2017 | Sân vận động Centenario, Montevideo, Uruguay       | Bolivia | 1–1       | 4–2     | Vòng loại World Cup 2018 |

## Danh hiệu
Barcelona
- La Liga: 2008–09[20]
- Copa del Rey: 2008–09[20]
- UEFA Champions League: 2008–09[20]

Juventus
- Serie A: 2011–12, 2012–13, 2013–14, 2014–15, 2015–16, 2018–19[20]
- Coppa Italia: 2014–15, 2015–16[20]
- Supercoppa Italiana: 2012, 2013, 2015[20]
- UEFA Champions League á quân: 2014–15[20]

LA Galaxy
- MLS Cup: 2024

Uruguay
- Copa América: 2011[21]